# Козаченко, Светлана Васильевна
Козаченко Светлана Васильевна (до замужества Бойко; род. 6 января 1974, Кривой Рог, Днепропетровская область) — украинская баскетболистка, атакующая защитница, игрок национальной сборной Украины (1997).

## Биография
Родилась 6 января 1974 года в городе Кривой Рог Днепропетровской области.

## Спортивная карьера
В составе сборной Украины играла на чемпионате Европы 1997 года.
В 1997—2011 годах выступала за баскетбольный клуб «Казачка-ЗАлК» под номером 6.
В 2007 году получила травму руки, не смогла полноценно отыграть сезон, пропустив некоторые матчи